# 亞人
亞人，是由英文「Demi-human」翻譯而來，指外型和人類相似，或具有和其相似文明的非人物種，有時可能指未來或過去的人種。其中有許多亦被描寫成超越人類力量跟智慧的存在。亞人的描寫通常是在人形的基礎上，以獸類或鳥類之類生物的一部份實體或來進行添加或替換。這個是表示其「非人」身份的記號。

## 種類代表
- 狼人
- 米諾陶洛斯
- 半人馬
- 人魚
- 龙人
- 哈耳庇厄
- 塞壬
- 戈爾貢
- 半魚人

## 相關資料
- 獸人
- 鳥人
- 半神半人
- 寧芙
- 巨人
- 小人 (傳說生物)
- 種族 (奇幻)
- 妖精
- 類人類
- 萌擬人化
- 鬼怪

## 相关
- 人形機器人
- 宇宙人
- 改造人
- 怪人
- 海底人
- 地底人
- 超人類